# 塞梅尼夫卡 (柳巴爾市鎮)
49°48′56″N 27°45′4″E / 49.81556°N 27.75111°E
塞梅尼夫卡是烏克蘭的村落，位於該國北部日托米爾州，由日托米爾區的柳巴爾市鎮負責管轄，面積10.26平方公里，海拔高度279米，2001年人口283，人口密度每平方公里27.59人。